# Canyon Bomber
 (août 2018).
Si vous disposez d'ouvrages ou d'articles de référence ou si vous connaissez des sites web de qualité traitant du thème abordé ici, merci de compléter l'article en donnant les références utiles à sa vérifiabilité et en les liant à la section « Notes et références ».
Canyon Bomber est un jeu vidéo développé et édité par Atari Inc.. Il s’agit d’un shoot them up fixe, sorti en 1977 sur borne d'arcade et porté la même année sur Atari 2600.

## Système de jeu
Le joueur contrôle un ballon dirigeable au-dessus d'un canyon rempli de briques, qu'il doit détruire avec des tirs de bombes.